# サイドウェイズ
『サイドウェイズ』は、2009年の日本映画。第77回アカデミー賞作品賞にノミネートされた2004年の映画『サイドウェイ』を20世紀フォックスとフジテレビがリメイクした作品である。主演は小日向文世と生瀬勝久。
「大人のコメディー・ドラマ」をジャンルとしており、ワインの産地であるカリフォルニア州のナパ・バレーを舞台としている。

## ストーリー
本作の主人公は斉藤道雄・上原大介の二人の男性。中年シナリオライターの道雄を含む4人の男女がカリフォルニアへのドライブ旅行をする。

## キャスト
- 斉藤道雄 - 小日向文世[2][3]
- 上原大介 - 生瀬勝久[2][3]
- 田中麻有子 - 鈴木京香[2][3]
- ミナ・パーカー - 菊地凛子[2][3]

## 登場人物
斉藤道雄
本作のメイン主人公である男性。脚本家。大介の結婚式に出席するために20年ぶりにロサンゼルスに来た。
上原大介
本作のもう一人の主人公である男性。道雄の留学生時代の親友。現在は雇われ店長をやっている。
田中麻有子
かつての道雄が片思いしていた相手である女性。日曜日のレストランで再会をはたす。
ミナ・パーカー
麻有子の連れである女性。

## スタッフ
- 監督：チェリン・グラック
- 製作：亀山千広
- プロデューサー：宮澤徹、和田倉和利
- 原作：レックス・ビケット
- オリジナル版脚本：アレクサンダー・ペイン、ジム・テイラー
- 日本語版脚本：上杉隆之
- 音楽：ジェイク・シマブクロ
- 美術：リチャード・C・ロウ
- キャスティング：杉野剛、ジュリア・キム
- 共同プロデューサー：大西洋志、ナンダ・ラオ

## 主題歌
「タイム・アフター・タイム」
歌 - シンディ・ローパー